# Marc Andreessen
Marc Lowell Andreessen, född 9 juli 1971 i Cedar Falls i Iowa, är en amerikansk entreprenör, investerare, mjukvaruutvecklare och datorpionjär.
Som deltidsanställd på ett datorcenter vid University of Illinois utvecklade Andreessen i början på 1990-talet Mosaic, som kom att bli den första webbläsare som fick ett brett genomslag. Snart lärde han känna entreprenören James H. Clark som övertygade honom om att de skulle starta företag och skapa en ny och bättre webbläsare. Duon grundade i april 1994 Netscape och blev därmed bland de allra första att försöka kapitalisera på den nya webbvärlden. Företaget börsintroducerades i augusti 1995 och aktien fördubblade sitt värde den första dagen. Netscapes börsintroduktion kan ses som starten på IT-bubblan. Andreessen blev en internationell frontfigur för den nya internetekonomin och hamnade bland annat på framsidan av Time Magazine.
Sedan 2008 är Andreessen invald i Facebooks styrelse.
År 2004 grundade Andreessen webbtjänsten Ning. Sedan 2009 driver han venturekapitalfirman Andreessen Horowitz tillsammans med Ben Horowitz. Företaget investerar i uppstartsbolag inom IT-sektorn.
År 2012 listade Time Magazine honom som en av årets hundra mest inflytelserika personer. År 2013 valdes han in i Internet Hall of Fame.